# Rancho Queimado
Rancho Queimado är en kommun i Brasilien.   Den ligger i delstaten Santa Catarina, i den södra delen av landet, 1 300 km söder om huvudstaden Brasília. Antalet invånare är 2 748.
I omgivningarna runt Rancho Queimado växer i huvudsak städsegrön lövskog. Runt Rancho Queimado är det mycket glesbefolkat, med 7 invånare per kvadratkilometer.